# 해니벌 햄린
해니벌 햄린(영어: Hannibal Hamlin, 1809년 8월 27일 ~ 1891년 7월 4일)은 미국의 정치인, 외교관으로 제15대 부통령 (1861년 ~ 1865년)이었다. 그는 메인주를 대표하여 연방 하원 (1843년 ~ 1847년), 연방 상원 (1848년 ~ 1857년, 1857년 ~ 1861년, 1869년 ~ 1881년)을 지내고, 1857년 2개월간 26대 메인주지사였다. 1881년 스페인 주재 미국 공사가 되어 1년간 지냈다.

## 어린 시절
메인주 패리스에서 농부이자 조사관인 사이러스 햄린과 애나 리버모어에게 태어난 햄린은 구역 학교들로부터 초기 교육을 받았고, 메인주 헤브론에 있는 준비 학교 헤브론 아카데미로 갔다. 이후 자신의 가족 농장을 관리하였고, 또한 학교 교사로서 일하였으며 주간 신문을 관리하였다.
그러고나서 그는 새뮤얼 페선던의 지도 아래 법률을 수학하여 1833년 법률가가 되었다. 이어서 그는 자신 소유의 법률 사무소를 개업하여 능력있는 변호사로서 명성을 얻었다.

## 경력
1835년 햄린은 노예제를 반대하는 민주당원으로서 정계에 입문하여 1839년 아루스투크 전쟁에서 시민군과 복무한 메인주 연방 하원으로 선출되었다. 그는 긴장 완화에 보조하여 결국적으로 전쟁을 끝낸 웹스터-애슈버턴 조약을 위한 방향을 만들었다.
1840년 미국 하원을 위하여 비성공적인 출마 후, 그는 1841년 상원을 떠났다. 1843년 그는 메인주 제6선거구로부터 연방 하원의 의원으로 임명되어 1847년까지 지냈다. 그는 선거 위원회 의장을 지냈다.
1848년 미국 상원 공석으로 선출되어 1857년까지 지냈다. 의회에서 자신의 근무 시작 이래 햄린은 노예제의 확장에 강한 반대자였다. 1854년 그는 미주리 타협을 무효로 한 캔자스 네브래스카 법의 통과에 진지하게 반대하였다.
이어서 민주당은 1856년 전당 대회에서 그 폐지를 허용하자 노예제에 관한 자신의 당의 예측과 실망한 햄린은 1856년 6월 12일 민주당을 탈당하여 새롭게 결성된공화당에 입당하였다.
1856년 그는 메인주의 첫 공화당 지사로 선출되어 1857년 1월 직무에 선서되었다. 하지만 그는 매우 잠시 기간 동안 주지사를 지내 2월 후순에 직위를 떠나 자신의 연방 상원 의석으로 복귀하는 데 오히려 좋아하였다. 1857년부터 1861년까지 그는 다시 연방 상원을 지냈다.
1860년 햄린은 대통령 후보로서 에이브러햄 링컨과 함께 부통령을 위한 공화당 후보 지명을 받았다. 이어서 그들은 선거를 이기고 햄린은 제15대 부통령이 되어 1861년 3월 선서하였다.
1861년부터 1865년까지 남북 전쟁이 일어난 동안 햄린은 부통령과 링컨 대통령의 주요 조언자들 중의 하나로 지냈다. 자신의 직무에 있는 동안 햄린은 흑인들의 무장은 물론 링컨이 후에 체택한 단계들로 노예 해방 선언을 옹호하였다.
1865년 링컨이 암살된 후, 앤드루 존슨이 대통령이 되어 햄린을 보스턴 항구를 위한 징수관으로 임명하였다. 그러나 둘은 햄린을 결국적으로 존슨의 재건 정책을 항의한 그의 직무로부터 사임으로 이끈 강한 관념적 차이들을 가졌다.
1869년 햄린은 연방 상원으로 재선되어 1880년까지 2개의 더 6년 기간을 지냈다. 자신의 기간 동안 그는 광산·광업 위원회와 외교 관계 위원회를 포함한 다양한 위원회들의 의장을 맡았다.
1881년 그는 스페인 주재 미국 공사로 임명되어 1882년 10월까지 지냈다. 외교관으로 지내 후, 그는 정계 은퇴하였다.

## 주요 업적
자신의 경력의 시작 이래 노예제의 예리한 반대자였던 햄린은 연방 상원이 되러 가면서 이 실행에 대항하는 자신의 음성을 높였다. 링컨 아래 부통령으로서 햄린은 남부의 노예제를 끝내는 데 노예 해방 선언을 발포하는 데 링컨을 강력히 권했으며 후에 급진파 재건을 성원하기도 하였다.

## 개인 생활
1833년 햄린은 세라 제인 에머리와 결혼하여 부부는 함께 4명의 자녀들 - 조지, 찰스, 사이러스와 세라를 두었다. 불행하게 세라 여사는 1855년 사망하였다.
1856년 그는 세라의 이복 동생 엘렌 베스타 에머리와 재혼하였고 2명의 아들 - 해니벌 E.와 프랭크와 함께 축복을 받았다.
정계 은퇴 후, 햄린은 메인주 뱅고어에 있는 자신의 자택으로 돌와와 1891년 7월 4일 독립 기념일에 81세의 나이로 사망하였다. 그는 뱅고어 마운트호프 묘지에 있는 가족묘지(family plot)에 안장되었다.

## 역대 선거 결과
| 선거명      | 직책명                    | 대수 | 정당   | 득표율  | 득표수 (선거인단)   | 결과 | 당락                 |
| ----------- | ------------------------- | ---- | ------ | ------- | ------------------- | ---- | -------------------- |
| 1840년 선거 | 하원의원 (메인 제8선거구) | 27대 | 민주당 | 47.50%  | 7,115표             | 2위  | 낙선                 |
| 1841년 선거 | 상원의원 (메인 제2부)     | 27대 | 민주당 | 0.50%   | 1표                 | 3위  | 낙선                 |
| 1843년 선거 | 하원의원 (메인 제6선거구) | 28대 | 민주당 | 54.61%  | 4,638표             | 1위  | 메인주 하원의원 당선 |
| 1844년 선거 | 하원의원 (메인 제6선거구) | 29대 | 민주당 | 52.55%  | 6,874표             | 1위  | 메인주 하원의원 당선 |
| 1948년 선거 | 상원의원 (메인 제1부)     | 30대 | 민주당 | 67.15%  | 92표                | 1위  | 메인주 상원의원 당선 |
| 1851년 선거 | 상원의원 (메인 제1부)     | 32대 | 민주당 | 100.00% | 1표                 | 1위  | 메인주 상원의원 당선 |
| 1854년 선거 | 메인 주지사               | 26대 | 공화당 | 58.07%  | 69,574표            | 1위  | 메인 주지사 당선     |
| 1857년 선거 | 상원의원 (메인 제1부)     | 35대 | 공화당 | 85.12%  | 143표               | 1위  | 메인주 상원의원 당선 |
| 1860년 선거 | 미국의 부통령             | 15대 | 공화당 | 39.88%  | 1,866,452표 (180명) | 1위  | 미국의 부통령 당선   |
| 1869년 선거 | 상원의원 (메인 제1부)     | 41대 | 공화당 | 80.66%  | 146표               | 1위  | 메인주 상원의원 당선 |
| 1875년 선거 | 상원의원 (메인 제1부)     | 44대 | 공화당 | 100.00% | 1표                 | 1위  | 메인주 상원의원 당선 |